# Gouvernement Shehbaz Sharif II (Pakistan)
Kakar (intérimaire)
S. Sharif I 
Le gouvernement Shehbaz Sharif II est le gouvernement du Pakistan depuis le 11 mars 2024. Il succède au gouvernement Kakar.

## Historique

### Formation
Le 9 février, l'ancien Premier ministre Nawaz Sharif revendique la victoire aux élections législatives pakistanaises de 2024 dans un discours, où il estime que sa formation est le premier parti à l'issue du scrutin. Il appelle à former un gouvernement de coalition, puis annonce dans la foulée un accord avec le PPP. La PML(N) propose la présidence de la République et celles de l'Assemblée nationale et du Sénat au PPP.
Le 13 février, après la décision du PPP de ne pas entrer au gouvernement mais accorder un soutien sans participation, Nawaz Sharif choisit la candidature de son frère, l'ancien Premier ministre Shehbaz Sharif,. L'accord de coalition est signé le 21 février. L'ancien président Asif Ali Zardari (PPP) est choisi comme candidat à la présidentielle des partenaires de coalition. Outre la présidence de la République, le PPP, qui a refusé des ministères, obtient les postes de gouverneur du Pendjab du Khyber Pashtunkwa, le poste de ministre en chef du Baloutchistan, la présidence du Sénat et la vice-présidence de l'Assemblée nationale.
La nouvelle Assemblée est inaugurée le 29 février. Le 3 mars, Shehbaz Sharif est réélu Premier ministre par 201 voix contre Omar Ayub Khan qui en a obtenu 92, devenant le premier titulaire à effectuer deux mandats consécutifs.
Le gouvernement est nommé le 11 mars 2024 par le nouveau président Zardari.

### Évolution
Le 7 mars 2025, le gouvernement voit l'entrée de 25 nouveaux membres, le nombre total passant de 21 à 51 membres. Cette décision va à l'encontre de l'engagement du Premier ministre à former un gouvernement resserré, dans un contexte de mesures d'austérité. Cependant, par le passé Youssouf Raza Gilani ou encore Imran Khan ont également élargi leurs gouvernements respectifs. Une deuxième femme, Wajiha Qamar, entre au gouvernement, tandis que l'ancien opposant Pervez Khattak fait aussi son entrée au gouvernement.

## Composition

### Initiale (11 mars 2024)
- Par rapport au gouvernement Shehbaz Sharif I, les nouveaux ministres sont indiqués en gras, ceux ayant changé d'attributions le sont en italique.

| Poste | Titulaire | Titulaire                                                                 | Parti      |
| --- | --------- | ------------------------------------------------------------------------- | ---------- |
| Ministres fédéraux |           |                                                                           |            |
| Premier ministre |           | Shehbaz Sharif                                                            | PML−N      |
| Vice-Premier ministre (à partir du 28/04/2024) Ministre des Affaires étrangères                                                                         |           | Ishaq Dar                                                                 | PML−N      |
| Ministre de la Défense Ministre de la Production militaire Ministre de l'Aviation                                                                       |           | Khawaja Muhammad Asif                                                     | PML−N      |
| Ministre de la Planification, du Développement et des Initiatives spéciales                                                                             |           | Ahsan Iqbal                                                               | PML−N      |
| Ministre de l'Industrie et de la Production Ministre de la Sécurité alimentaire (à partir du 04/04/2024)                                                |           | Rana Tanveer Hussain                                                      | PML−N      |
| Ministre du Droit et de la Justice Ministre des Droits de l'homme Ministre des Affaires parlementaires                                                  |           | Azam Nazeer Tarar                                                         | PML−N      |
| Ministre des Pakistanais de l'étranger et du Développement des ressources humaines Ministre de l'Harmonie interconfessionnelle (à partir du 04/04/2024) |           | Salik Hussain                                                             | PML−Q      |
| Ministre de la Privatisation Ministre de la Communication                                                                                               |           | Abdul Aleem Khan                                                          | IPP        |
| Ministre du Commerce |           | Jam Kamal Khan                                                            | PML−N      |
| Ministre des États et des Frontières des régions Ministre des Affaires du Cachemire et du Gilgit-Baltistan (à partir du 31/03/2024)                     |           | Amir Muqam                                                                | PML−N      |
| Ministre des Chemins de fer |           | Awais Leghari                                                             | PML−N      |
| Ministre de l'Information |           | Attaullah Tarar                                                           | PML−N      |
| Ministre de la Science et de la Technologie Ministre de l'Éducation fédérale et de la Formation professionnelle                                         |           | Khalid Maqbool Siddiqui                                                   | MQM        |
| Ministre des Affaires maritimes |           | Qaiser Ahmed Sheikh                                                       | PML−N      |
| Ministre du Logement et des Travaux |           | Riaz Hussain Pirzada                                                      | PML−N      |
| Ministre du Pétrole et de l'Énergie |           | Musadik Malik                                                             | PML−N      |
| Ministre des Finances et du Revenu |           | Muhammad Aurangzeb                                                        | Sans/PML−N |
| Ministre pour les Affaires économiques |           | Ahad Khan Cheema                                                          | PML−N      |
| Ministre de l'Intérieur et du Contrôle narcotique |           | Mohsin Naqvi                                                              | Sans       |
| Ministre de la Culture |           | Amir Muqam (jusqu'au 31/03/2024) Attaullah Tarar (à partir du 21/05/2024) | PML−N      |
| Ministre de la Coordination inter-provinciale (à partir du 04/04/2024)                                                                                  |           | Ahsan Iqbal (jusqu'au 23/05/2024) Rana Sanaullah                          | PML−N      |
| Ministres d'État |           |                                                                           |            |
| Ministre d'État aux Technologies de l'Information et de la Communication                                                                                |           | Shaza Fatima Khawaja                                                      | PML−N      |
| Ministre d'État aux Finances Ministre d'État à l'Énergie                                                                                                |           | Ali Pervaiz Malik (à partir du 17/05/2024)                                | PML−N      |

### Remaniement du 7 mars 2025
- Les nouveaux ministres sont indiqués en gras, ceux ayant changé d'attributions le sont en italique.

| Poste | Titulaire | Titulaire                      | Parti |
| --- | --------- | ------------------------------ | ----- |
| Ministres fédéraux                                                                                         |           |                                |       |
| Premier ministre                                                                                           |           | Shehbaz Sharif                 | PML−N |
| Vice-Premier ministre Ministre des Affaires étrangères                                                     |           | Ishaq Dar                      | PML−N |
| Ministre de la Défense                                                                                     |           | Khawaja Muhammad Asif          | PML−N |
| Ministre de la Planification, du Développement et des Initiatives spéciales                                |           | Ahsan Iqbal                    | PML−N |
| Ministre de la Sécurité alimentaire                                                                        |           | Rana Tanveer Hussain           | PML−N |
| Ministre du Droit et de la Justice Ministre des Droits de l'homme                                          |           | Azam Nazeer Tarar              | PML−N |
| Ministre des Pakistanais de l'étranger et du Développement des ressources humaines                         |           | Salik Hussain                  | PML−Q |
| Ministre de la Communication                                                                               |           | Abdul Aleem Khan               | IPP   |
| Ministre du Commerce                                                                                       |           | Jam Kamal Khan                 | PML−N |
| Ministre des États et des Frontières des régions Ministre des Affaires du Cachemire et du Gilgit-Baltistan |           | Amir Muqam                     | PML−N |
| Ministre de l'Énergie                                                                                      |           | Awais Leghari                  | PML−N |
| Ministre de l'Information                                                                                  |           | Attaullah Tarar                | PML−N |
| Ministre de l'Éducation fédérale et de la Formation professionnelle                                        |           | Khalid Maqbool Siddiqui        | MQM   |
| Conseiller à l'Investissement                                                                              |           | Qaiser Ahmed Sheikh            | PML−N |
| Ministre du Logement et des Travaux                                                                        |           | Riaz Hussain Pirzada           | PML−N |
| Ministre du Changement climatique                                                                          |           | Musadik Malik                  | PML−N |
| Ministre des Finances et du Revenu                                                                         |           | Muhammad Aurangzeb             | PML−N |
| Ministre pour les Affaires économiques                                                                     |           | Ahad Khan Cheema               | PML−N |
| Ministre de l'Intérieur et du Contrôle narcotique                                                          |           | Mohsin Naqvi                   | Sans  |
| Ministre des Affaires parlementaires                                                                       |           | Tariq Fazal Chaudhary          | PML−N |
| Ministre du Pétrole                                                                                        |           | Ali Pervaiz Malik              | PML−N |
| Ministre de la Culture de l'Héritage national                                                              |           | Aurangzeb Khan Khichi          | PML−N |
| Ministre de la Science et de la Technologie                                                                |           | Khalid Hussain Magsi           | BAP   |
| Ministre des Chemins de fer                                                                                |           | Muhammad Hanif Abbasi          | PML−N |
| Ministre des Affaires hydrauliques                                                                         |           | Muhammad Mueen Wattoo          | PML−N |
| Ministre des Affaires maritimes                                                                            |           | Muhammad Junaid Anwar Chaudhry | PML−N |
| Ministre de la Production défensive                                                                        |           | Muhammad Raza Hayat Harraj     | PML−N |
| Ministre de l'Harmonie interconfessionnelle                                                                |           | Muhammad Yousaf                | PML−N |
| Ministre d'État aux Technologies de l'Information et de la Communication                                   |           | Shaza Fatima Khawaja           | PML−N |
| Ministre des Affaires publiques                                                                            |           | Rana Mubashar Iqbal            | PML−N |
| Ministre des Services nationaux de santé, de la Réglementation et de la Coordination                       |           | Mustafa Kamal                  | MQM   |
| Ministre de la Lutte contre la pauvreté et de la Sécurité sociale                                          |           | Imran Ahmed Shah               | PML−N |
| Conseillers avec rang de ministre fédéral                                                                  |           |                                |       |
| Conseiller à la Coordination inter-provinciale Conseiller aux Affaires politiques                          |           | Rana Sanaullah                 | PML−N |
| Conseiller à la Primature                                                                                  |           | Tauqir Hussain Shah            | IPP   |
| Conseiller à la Privatisation                                                                              |           | Muhammad Ali                   | MQM   |
| Conseiller à l'Intérieur                                                                                   |           | Pervez Khattak                 | PTI-P |
| Ministres d'État                                                                                           |           |                                |       |
| Ministre d'État du Droit et de la Justice                                                                  |           | Aqeel Malik                    | PML−N |
| Ministre d'État aux Chemins de fer                                                                         |           | Bilal Azhar Kayani             | PML−N |
| Ministre d'État à l'Intérieur et au Contrôle narcotique                                                    |           | Talal Chaudhry                 | PML−N |
| Ministre d'État à l'Éducation fédérale et à la Formation professionnelle                                   |           | Wajiha Qamar                   | PML−N |
| Ministre d'État chargé des Services nationaux de santé, de la Réglementation et de la Coordination         |           | Mukhtar Ahmad Malik            | PML−N |
| Ministre d'État au Changement climatique et à la Coordination environnementale                             |           | Shezra Mansab Ali Khan         | PML−N |
| Ministre d'État aux Pakistanais de l'étranger et au Développement des ressources humaines                  |           | Aun Chaudhry                   | IPP   |
| Ministre d'État aux Affaires religieuses et à l'Harmonie interconfessionnelle                              |           | Kheal Das Kohistani            | PML−N |
| Ministre d'État à la Sécurité alimentaire nationale et à la Recherche                                      |           | Ali Zahid                      | PML−N |
| Ministre d'État à la Planification, au Développement et aux Initiatives spéciales                          |           | Mahmood Moulvi                 | IPP   |
| Ministre d'État à l'Énergie                                                                                |           | Aimal Wali Khan                | ANP   |
| Assistants spéciaux avec rang de ministre d'État                                                           |           |                                |       |
| Assistant spécial                                                                                          |           | Tariq Fatemi                   | PML−N |
| Assistant spécial aux Médias numériques                                                                    |           | Fahd Haroon                    | PML−N |
| Représentant spécial sur l'Afghanistan                                                                     |           | Mohammed Sadiq                 | MQM   |
| Assistant spécial à la Coordination du cabinet du vice-Premier ministre, ministre des Affaires étrangères  |           | Tariq Bajwa                    | PML−N |
| Assistant spécial à l'Industrie et à la Production                                                         |           | Humayun Akhtar Khan            | IPP   |
| Assistant spécial au Patrimoine national et à la Culture                                                   |           | Huzaifa Rehman                 | PML−N |
| Assistant spécial aux Affaires tribales                                                                    |           | Moubarak Zeb Khan              | PML−N |
| Assistant spécial aux Affaires politiques                                                                  |           | Talha Burki                    | PML−N |
| Assistant spécial aux Blockchain et à la Cryptomonnaie                                                     |           | Bilal Bin Saqib                | PML−N |